# Hromadná vymírání

Grafické vyjádření míry vymírání druhů v průběhu dějin země od kambria po současnost; osa x: miliony let do minulosti, osa y: procenta vymřelých druhů

Hromadné vymírání (někdy také masové vymírání) je událost, během které dojde k vymření velkého počtu biologických druhů a dočasně rapidně klesne diversita životních forem na zemi. Jinými slovy, rychlost vymírání jednotlivých druhů v daném období výrazně převýší rychlost vzniku nových druhů. V průběhu dějin Země se jich odehrálo několik. Opakem hromadného vymírání je evoluční radiace, která obvykle po vymírání následuje. K evoluční radiaci ale může dojít i z jiných příčin, než je hromadné vymírání, a patrně přímo s vymíráním nesouvisí.
Biosféra se neustále mění a evolučně vyvíjí a neustále se přizpůsobuje novým podmínkám (např. kontinentální drift pozměňuje podnebí, vzdušné a mořské proudy různých oblastí a vytváří nová ohniska vulkanické aktivity), což je vše přirozenou součástí druhové obměny (odchod/vymření některých druhů a příchod/vznik druhů nových). V některých případech jsou však změny natolik rozsáhlé či rychlé, že se na ně žijící druhy nedokáží přizpůsobit, až dojde ke zhroucení celého ekosystému a množství jednotlivých druhů začne vymírat, aniž by je zároveň nahrazovaly v jejich rolích druhy nové. V takovém případě hovoříme o hromadném vymírání.

## Příčiny hromadných vymírání
Příčiny jsou jednou z nejdiskutovanějších otázek každého hromadného vymírání. Zatímco vymírání samotné je dobře zdokumentovatelné na základě fosilních nálezů (náhlý pokles biodiverzity anebo vymizení velkého množství druhů v geologicky krátkém období zpozorovatelné na paleontologických nalezištích z různých částí světa), příčina k takovéto události bývá jen obtížně odhalitelná. Většinou se předpokládá (a v několika případech proto hovoří i zjištěné fosilní záznamy), že došlo k rapidním změnám životních podmínek na území zasahující většinu planety.
Za původce takovýchto masivních změn vedoucích k vymírání je označována přírodní katastrofa, která naši planetu postihla. Častými podezřelými jsou asteroid (impaktní zima) nebo silný vulkanismus (sopečná zima), který je s vymíráním korelovaný. Navíc korelace mezi kosmickými impakty a geologickou aktivitou naznačuje, že spouštěcím mechanismem silných erupcí mohly být velké impakty. Několik teorií, objasňujících různá vymírání, obsahují i zmínku o kosmickém záření (exploze relativně blízké novy nebo silná sluneční erupce), ovšem nalézt pro takovéto události důkazní materiál je obtížné. Supernova by vyvařila oceány (které chrání život), pokud by explodovala blíže, než je nejbližší hvězda. Těžko tak kosmické záření přímo zcela zahubí život. Supernova však může ovlivnit složení fauny a k vymíráním tak mohlo dojít. Podobná hypotéza se objevila na počátku 70. let. 20. století a bylo jí vysvětlováno vyhynutí dinosaurů na konci křídy. Dnes je však pro toto vymírání považována za vyvrácenou. Ovšem existuje korelace mezi kosmickým zářením a zemským vulkanismem, takže může způsobit vulkanismus, který je za příčinu jistých  vymírání uznáván. Původcem mohou být i biologické příčiny či kritická změna úrovně stopových prvků. I chemické složení (ať již je tím míněno složení zemského povrchu v místě dopadu impaktoru, nebo složení impaktoru samotného) může mít vliv na míru vymírání a to například impaktem vytvořenými minerálními aerosoly ovlivňující klima dlouhodobě. Dalšími faktory ovlivňující či spouštějící vymírání, které paleontologové dokázali analýzou dávných sedimentů z dob různých vymírání zjistit, je náhlá změna koncentrace kyslíku v atmosféře či změna teploty (ať již ochlazení či oteplení) a míra této teplotní změny.

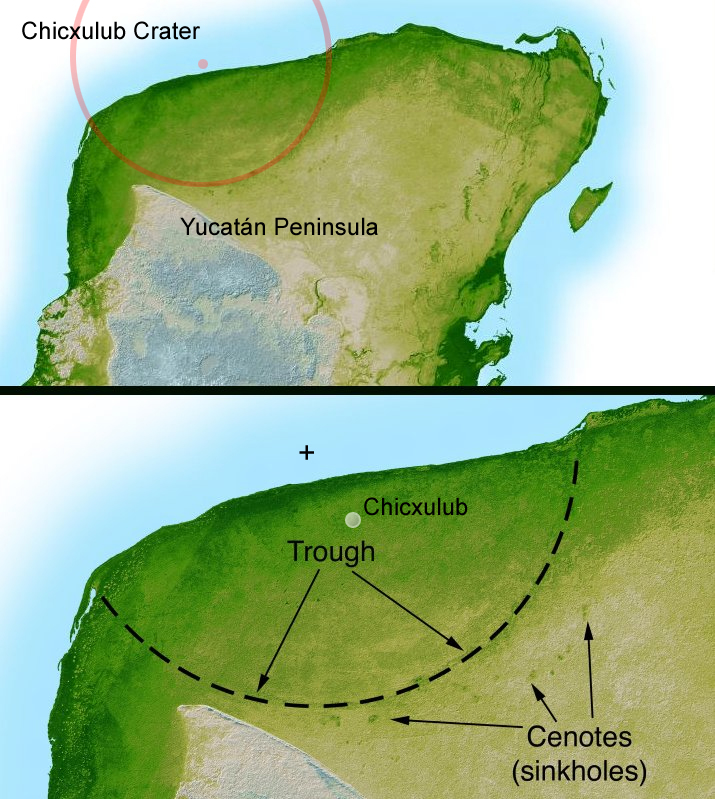
Chicxulubský kráter

U několika hromadných vymírání se usuzuje i na možnost souhry vícero důvodů následných radikálních změn prostředí, které se nešťastnou náhodou setkaly v geologicky krátkém období, čímž byl dopad na biosféru o to tvrdší, než kdyby se ony katastrofy odehrály jednotlivě (teprve se zotavující ekosystémy po katastrofě jedné byly zasaženy katastrofou další).
Důvodem, proč je tak těžké nalézt příčinu těchto katastrofických událostí, je ten, že za uplynulé miliony let bylo epicentrum katastrofy vystaveno erozivním silám, které neustále přetvářejí povrch planety a zahlazují stopy.
V případě vymření dinosaurů (jehož příčiny zaměstnávaly mysl vědců již od 19. století), panuje v současnosti přesvědčení, že příčinou byl dopad asteroidu, který před 66 miliony let vyhloubil 180 kilometrů široký Chicxulubský kráter (respektive byl jednou z hlavních příčin, ve shodné době byl také silně aktivní vulkanismus v oblasti dnešní Dekánské plošiny). Kráter samotný byl odhalen díky náhodě; jeho větší část se nalézá na dně Mexického zálivu a jen část je na souši poloostrova Yucatán. A teprve v posledních letech bylo odhaleno, že kráter Boltyš na Ukrajině pochází taktéž z období konce druhohor, což znamená, že za vymřením dinosaurů možná stojí asteroidy dva, které dopadly na Zemi v rozmezí několika tisíců let. Impaktor Boltyš byl ale příliš malý a dopadl o několik tisíciletí dříve. Přesto však ještě v osmdesátých a na počátku devadesátých let 20. století (tedy více než po 100 letech bádání a zkoumání příčin) byla teorie asteroidu, tehdy počítajíc "jen" s jedním asteroidem, většinou vědců odmítána a označována jako sci-fi.
Většina hromadných vymírání je ještě starší než toto populární vymírání, které zahubilo dinosaury. O to víc času měla eroze na zahlazení stop a o to obtížnější je v současnosti tyto stopy nalézt.

### Periodicita vymírání
Již v roce 1977 přišli A. G. Fischer a M.A. Arthur s tvrzením, že období zrychleného vymírání se za posledních 250 milionů let periodicky opakovala po zhruba 32 milionech let. Výzkum ovšem prováděli na omezených fosilních datech a bez řádného statistického zpracování. Zpřesnění dodali v r. 1982 po dokončení databáze do té doby známých fosilních mořských organismů David M. Raup a J. John Sepkoski, kteří na souboru zhruba 3500 čeledí s kvalitnější statistikou zjistil cyklus 26 milionů let. Už v r. 1985 se ale objevil protiargument, že i při náhodné distribuci by měla úroveň vymírání ze statistických důvodů vytvářet maxima v průměru každé 4 stratigrafické vrstvy, což je vzhledem k jejich průměrnému trvání právě 26 milionů let. Zjištěná opakování vymírání ale nebyla „v průměru“ po 26 milionech let, ale „právě“ po 26 milionech let. I tak se ale objevovaly další argumenty, proč může jít o statistický šum, stejně tak ale i další potvrzení, že cyklus existuje.
V r. 2012 výzkumníci tento cyklus (a spolu s ním i cyklus vymírání po 62 +/-3 milionech let objeveném v r. 2005) ovšem potvrdili za použití renovované geologické časové stupnice (GTC 2012), na základě dvou nezávislých databází fosilních záznamů a podrobnější analýzou na úrovni druhů. Cyklus vymírání 27 milionů let byl prokázán dvěma statistickými testy v 2x delším časovém období než v původní studii z r. 1982 a s dvou a desetkrát větší statistickou významností (na hladinách 0,02 a 0,004).
U periody dlouhé desítky milionů let si lze stěží představit, že by mohla mít biologické příčiny. Možné jsou geologické a pro výraznou pravidelnost cyklu hlavně extraterestriální příčiny.

Dlouho se spekulovalo o hypotéze Nemesis jako „hvězdě smrti“, souputníku Slunce, která má perihel své dráhy v Oortově oblaku a při jeho průletu vysílá směrem k nám komety. Přehlídkami oblohy byly ale vyloučeny všechny hvězdné objekty, zůstala ovšem možnost podhvězdného objektu – hnědého trpaslíka o hmotnosti kolem 0,002 hmotnosti Slunce. I tato varianta a s ní i hypotéza Nemesis jako taková byla nakonec vyloučena vzhledem k příliš přesnému opakování vymírání po 27 milionech let s odchylkami jen 2–10% v průběhu celého období 470 milionů let, ve kterém je zatím zjištěna, což neodpovídá modelům Nemesis, u které se předpokládá prodlužování doby oběhu o 20% každých 250 milionů let v důsledku poruch způsobených gravitačním působením galaxie a ostatních hvězd. Jiná hypotéza dávala do souvislosti periodické přecházení sluneční soustavy rovinou galaxie, což by opět mohlo způsobit nestabilitu drah komet v Oortově oblaku a vychýlit je mimo jiné i směrem k Zemi. Cyklus opakování přechodů má ovšem větší periodu – při modelování, které bere v úvahu jen viditelnou hmotu, plných 45 milionů let, pokud se započítá vliv temné hmoty v halu Galaxie a mračen vodíku alespoň 33 milionů let a pro její snížení na 27 milionů by se tak musela předpokládat existence tenkého disku temné hmoty, který by ležel v rovině disku Galaxie. Navíc cykly nejsou synchronizovány: poslední přechod galaktickou rovinou Slunce učinilo asi před 1 milionem let, zatímco poslední periodické vymírání bylo dle předpovědi v době před 11 miliony let. Pravděpodobnější se proto jeví poslední hypotéza, která předpokládá existenci planety X o hmotnosti několikanásobku hmotnosti Země, která by obíhala někde za drahou Neptunu a díky precesi perihelu/afelu její dráhy by v pravidelných intervalech vháněla komety směrem k Zemi. Nezávisle na této hypotéze byla v r. 2014 na základě nenáhodně orientovaných drah několika TNO vyslovena domněnka, že by za drahou Neptunu mohla být další velká planeta (planeta Devět), která by tyto vysvětlila. Pro tuto hypotézu byly letech 2015 a 2016 sneseny další argumenty a v současnosti (2016) probíhají cílená hledání této hypotetické planety.
Další hypotézou o skryté periodicitě vymírání (v tomto případě v intervalech 27,5 milionu let) publikoval tříčlenný tým vědců koncem roku 2020. Jejich studie z roku 2021 tuto periodicitu objevila jak v četnosti vymírání, tak v četnosti geologických událostí s možnou mimozemskou příčinou.

## Dopady na biosféru
Po hromadném vymírání je samozřejmě celkový počet žijících druhů na planetě značně redukovaný, nicméně relativně krátce po katastrofě se uprázdněná místa začínají zaplňovat novými druhy. Ty jsou v počátku bez větších specializací a jedná se o druhy dalo by se říci až univerzální. Z těchto druhů, které se rychle rozšířily napříč uvolněnými ekosystémy, se pozdějším vývojem jejich jednotlivých populací vyvíjejí více specializované druhy. Ty pak obnovují bohatou biodiverzitu, která předcházející katastrofou značně utrpěla. Ukazuje se, že hromadné vymírání urychluje evoluci a rozšiřuje diverzitu. Naruší se tak status quo (srovnej: zamrzlá evoluce). Podobně v mikrosvětě jako následek masového ničení organismů vzniká evolucí antibiotická rezistence.
Každé takovéto vymírání zároveň znamená zásadní změnu v dosavadním vývoji biosféry a je více nežli oprávněné tvrdit, že nebýt těchto hromadných vymírání, nebylo by zde ani člověka.
Mezery ve fosilním záznamu mohou přinést mylné závěry při interpretaci délky trvání těchto událostí. Ve skutečnosti pravděpodobně vymírání trvala déle a obnova společenstev byla naopak kratší a rychlejší.

## Historie hromadných vymírání
V průběhu geologické historie Země došlo k celé řadě vymírání, která jsou doložena fosilními záznamy. Nejstarší známé hromadné vymírání se stalo na samotném počátku kambria zhruba před 550 milióny let. Důkazů pro tuto událost je zatím málo, ale z fosilních záznamů náhle mizí některé skupiny životních forem z prekambria. Nejmladší hromadné vymírání se odehrálo v pleistocénu (zhruba jen před pouhými 100 000 až 50 000 lety) a jako jedna z jeho zvažovaných hlavních příčin je člověk.
Michael Rampino se snaží vysvětlit periodičnost vymírání pomocí astronomických vlivů. Kvaziperiodu impaktů 26 miliónů let může způsobovat galaxie Mléčná dráha. Podobnou kvaziperiodu 27,5 milionů let má i geologická činnost Země. To poté periodicky ovlivňuje vulkanismus.

### Chronologický seznam
- Vymírání v důsledku až třech globálních zalednění – před 750–650 miliony let[zdroj?]
- Vymírání na konci prekambria – před 542 miliony let
- Vymírání ve spodním kambriu – před 517 miliony let
- Vymírání ve svrchním kambriu – před 502 miliony let
- Vymírání kambrium-ordovik – před 488 miliony let
- Vymírání ordovik-silur – před 440-450 miliony let
- První silurské vymírání – před 428 miliony let
- Druhé silurské vymírání – před 424 miliony let
- Třetí silurské vymírání – před 420 miliony let
- Vymírání silur-devon – před 416 miliony let
- Vymírání v pozdním devonu – před 360-375 miliony let
- Vymírání ve středním karbonu – před 305 miliony let
- Olsonovo vymírání – před 273 miliony let
- Vymírání ve středním permu (guadalupian-lopingian) – před 262 a 259 miliony let[35][36]
- Vymírání perm-trias – před 252 miliony let (největší známé vymírání)
- Karnská pluviální epizoda – před 234 až 232 miliony let[37]
- Vymírání v triasu – před 215 miliony let[38]
- Vymírání trias-jura – před 201 miliony let
- Vymírání ve střední juře – před 183 miliony let
- Vymírání jura-křída – před 145 miliony let
- Vymírání ve spodní křídě – před 117 miliony let
- Vymírání ve svrchní křídě – před 94 miliony let
- Vymírání křída-paleogén – před 66 miliony let
- Vymírání eocén-oligocén – před 33,9 miliony let
- Vymírání v raném oligocénu – před 30 miliony let[39]
- Vymírání ve středním miocénu – před 14,5 miliony let
- Vymírání pliocén-pleistocén – před 2 miliony let
- Vymírání v pleistocénu – před 0,1 miliony let
- Vymírání v holocénu – současnost

## Velká pětka vymírání
Velká pětka vymírání je souhrnné označení pro pět největších hromadných vymírání v dějinách Země, které stanovili paleontologové Jack Sepkoski a David M. Raup roku 1982. Všech patero vymírání koinciduje (je ve shodě) s velkým vulkanismem. Jde o následující události:
- Vymírání ordovik-silur – před 440–450 miliony let
- Vymírání v pozdním devonu – před 360–375 miliony let
- Vymírání perm-trias – před 251,9 miliony let
- Vymírání trias-jura – před 201,3 miliony let
- Vymírání křída-paleogén – před 66,0 až 65,7 miliony let[44]

### Vymírání ordovik-silur
K vymírání na přelomu ordoviku a siluru vedly dosud nejasné události (vedou se diskuse o kandidátech: gama záblesk a vulkanismus, který produkuje sopečné plyny, jako je rtuť), které způsobily před 440–450 miliony let vymření 27 % čeledí a 57 % všech tehdejších rodů. Někteří vědci jej dokonce považují za druhé největší vymírání. Další teorie dává do souvislosti zvýšený obsah toxických kovů, který doprovázejí malformace, jež jsou u fosílií té doby značně častější.

### Vymírání v pozdním devonu
K vymírání v pozdním devonu (po kterém následoval karbon) došlo zhruba před 360–375 miliony lety. Jeho příčiny nejsou zcela jasné. Hovoří se o globálním ochlazování, vulkanismu nebo i o pádu komety. Uvažuje se i o přispění rozšíření rostlin (lesů), které tak změnily klima. Důsledkem byl pokles hladiny moří a pokles obsahu kyslíku v oceánech, kvůli čemuž vyhynulo 19 % čeledí, 50 % rodů a 70 % všech tehdejších druhů.

### Vymírání perm-trias
Vymírání na rozhraní permu a triasu je vůbec největší vymírání v historii Země. Došlo k němu před 251 miliony lety a jako jeho nejpravděpodobnější příčina se jeví masivní vulkanická činnost (sibiřské trapy). Důsledkem bylo silné oteplení zemského povrchu, rapidní pokles kyslíku jak v atmosféře, tak v oceánech, pokles hladiny moří a vzrůst jejich salinity. Vulkánismus uvolnil toxické kovy jako rtuť. V biosféře se tato řada změn promítla vymřením 57 % čeledí a 83 % všech tehdejších rodů, a to jak v říši rostlinné, tak živočišné, ve vodě i na souši. Toto vymírání a následky událostí, které jej zapříčinily, značně ovlivnily následující vývoj biosféry: doposud úspěšní synapsidi (mj. předkové savců) ustoupili na nové podmínky lépe přizpůsobeným archosaurům (mj. předkové dinosaurů a ptáků).

### Vymírání trias-jura
Vymírání na přelomu triasu a jury proběhlo před 205 miliony let a vyhynulo při něm na 23 % čeledí a 48 % všech tehdejších rodů. Jeho příčiny jsou nejasné a nejčastěji se hovoří o gradujících změnách klimatu, fluktuaci hladiny moří, vulkanismu nebo asteroidu. Důsledkem tohoto vymírání vymizela většina nedinosauřích archosaurů a také většina synapsidů, z nichž přežili jen savci.

### Vymírání křída-paleogén
Vymírání na přelomu křídy a paleogénu (tzv. velké vymírání na konci křídy) je nejmladší z velké pětky vymírání a odehrálo se před 66 miliony lety. 17 % čeledí, 50 % rodů a 75 % všech tehdejších druhů vyhynulo. Toto vymírání (označované také jako K-T událost) ukončilo vládu dinosaurů na Zemi a všechny druhy neptačích dinosaurů vyhynuly. Také vyhynuli všichni pterosauři a amoniti. Jako příčina se nejčastěji uvádí pád asteroidu, krom toho je jako možná příčina zvažován vulkanismus či pokles mořské hladiny. Někteří se domnívají, že vymírání, které vyhubilo tolik čeledí jak na souši, tak v moři, vzniklo kombinací více příčin, které se odehrály ve stejném geologicky krátkém období. Právě toto vymírání je jedním z prvních odhalených v historii Země a díky spojitosti s vyhynutím dinosaurů také nejznámější.
S tímto vymíráním se pojí také zajímavý příběh o objevu jeho příčiny. Dlouhou dobu se nepředpokládalo, že by dopad mimozemského tělesa mohl vést ke katastrofám typu hromadného vymírání druhů. První podobné myšlenky se objevily již v 50. letech 20. století, tehdy však pro ně ještě neexistovaly žádné hmatatelné důkazy. Průlomem v tomto směru pak byla zejména tzv. Alvarezova impaktní teorie, pojmenovaná po fyzikovi Luisi W. Alvarezovi, který ji spolu se svým synem Walterem (geologem) a dalšími dvěma kolegy z Berkeley publikoval v roce 1980. Zvýšené množství kovového prvku iridia v hraniční jílové vrstvě na přelomu křídy a paleogénu přiměla Alvareze spočítat, že před 66 miliony let se s naší planetou muselo střetnout kosmické těleso (planetka nebo kometární jádro) o průměru kolem 10 kilometrů. Dnes předpokládáme, že se jednalo o planetku z kategorie uhlíkatých chondritů o průměru asi 10 až 15 km, které dopadlo do oblasti současného Mexického zálivu a vytvořilo asi 200 km široký kráter Chicxulub.